# Neoplan N4020
A Neoplan N4020 típusú autóbuszokat a német Neoplan vállalat gyártotta.

## Magyarországi beszerzése
A Volánbusz Zrt. 2005-ben 25 használt Neoplan N4020/3 Megatrans típusú buszt vásárolt a berlini közlekedési vállalatól, a BVG-től. Ezek a buszok a Volánbusz Zrt. Budapest agglomerációs vonalaira helyezték forgalomba. A járművekkel a Csepel-Szigeti, Érdi, Dabasi és a Vecsési helyi járatoknál találkozhatunk. Annak ellenére, hogy a Volánbusznál a buszokat táblás üzemben kívánták közlekedtetni, a szigethalmi telephely buszai utólag BUSE kijelzőket kaptak előre és oldalra, a monori járműveknél pedig néha még az eredeti utastájékoztató rendszert használják.

## Műszaki adatai
- Önsúly: 15.200 kg.
- Üllőhelyek: 35 darab.
- Állóhelyek: 82 darab.
- Kerekesszékeseknek fennállított helyek száma: 1 darab.
- Motor típus: MAN D2866 LOH25 E2 (228 kW)
- Légkondicionáló: Konvekta HKL 5 ARS 4
- Utasülések típusa: Vogel 600/1
- Jelleg: 14,6 m-es helyközi
- Egyéb: ABS, ASR, tárcsafék, automatikus váltó, elektromos rámpa